# Fotografiska museet
El Fotografiska museet és un centre de fotografia contemporània al districte de Södermalm d'Estocolm, Suècia, fundat pels germans Jan i Per Broman i inaugurat el 21 de maig de 2010. El març de 2021, es va fusionar amb NeueHouse i està gestionat per Yoram Roth i Josh Wyatt sota el empresa matriu CultureWorks.

## El centre
El fotografiska es troba a Stadsgården, en una antiga duana. L'edifici, dissenyat per l'arquitecte suec Ferdinand Boberg està catalogat com a bé d'interès cultural. D'estil modernista, fou construit el 1906.
Dades del 2020 situen Fotografiska com un centre de primera línia en àmbit fotogràfic, ja que atreu més de 500.000 visitants anualment. Algunes de les exposicions que s'han pogut veure son: Annie Leibovitz, A Photographer's Life, 21 de maig - 19 de setembre de 2010; Gus Van Sant, One Step Big Shot, 9 de novembre - 5 de desembre de 2010; Robert Mapplethorpe, Retrospectiva, 17 de juny – 3 d'octubre de 2011 o, més recentment, Ren Hang, Human Love, Febrer – Abril 2017.